# グレン・ダンジグ
グレン・ダンジグ（Glenn Danzig、1955年6月23日 - ）は、アメリカ合衆国出身のロックミュージシャン、ボーカリスト、マルチプレイヤー。
ヘヴィメタル・バンド「ダンジグ」の主宰として知られる。ほか、ハードコア・バンド「ミスフィッツ」や「サムヘイン」のフロントマンも務めた。
（※この項目では、ヘヴィメタル・バンド「ダンジグ」も後述する）

## 概要・略歴

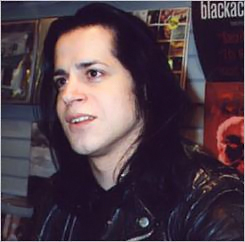
ステージ外の素顔（1996年）

1977年、ハードコアパンク・バンド「ミスフィッツ」（Misfits）を結成し音楽活動を開始。
1983年、バンド内の不協和音によりミスフィッツは解散。直後から、デスロック要素の強いハードコア・バンド「サムヘイン」（Samhain）を結成し、1987年まで活動。
その後は、自らを冠したソロプロジェクト「ダンジグ」（Danzig）を始動する。初期の作品は大手レーベル「American Recordings（Def American）」を主宰するリック・ルービンがプロデュースを務め、高いセールスを記録した。個人では、自主レーベル「Plan 9 Records」や「Evilive Records」を設立。1992年に初のソロ作品をリリースしている。
しかしこれまでの間、自身と旧ミスフィッツメンバー達の間で、バンドの権利を巡り長期間の法廷闘争が勃発している。最終的に旧メンバー側が勝訴し、1995年から旧メンバー主導のミスフィッツが再始動。当然の如く自身とは絶縁状態となる。それから約20年後、旧メンバーと和解し2016年から古巣ミスフィッツへ33年ぶりに復帰した。

## ダンジグ・バンド
ダンジグ（Danzig）は、グレン・ダンジグが主宰するソロプロジェクト、およびヘヴィメタル・バンド。ダークネスなスタイルを展開し、デビューアルバムは全米だけで50万枚以上のセールスを記録した。時代の変遷によって、グレン本人がその都度やりたい音楽を実践している。

### メンバー
※2025年5月時点

#### 現ラインナップ
- グレン・ダンジグ (Glenn Danzig) - ボーカル/マルチプレイ (1987– )
- トミー・ビクター (Tommy Victor) - ギター (1996–1997, 2002–2005, 2008– )
- スティーヴ・ズィング (Steve Zing) - ベース (2006– )
- カール・ロスクヴィスト (Karl Rosqvist) - ドラムス (2007–2008, 2022– )

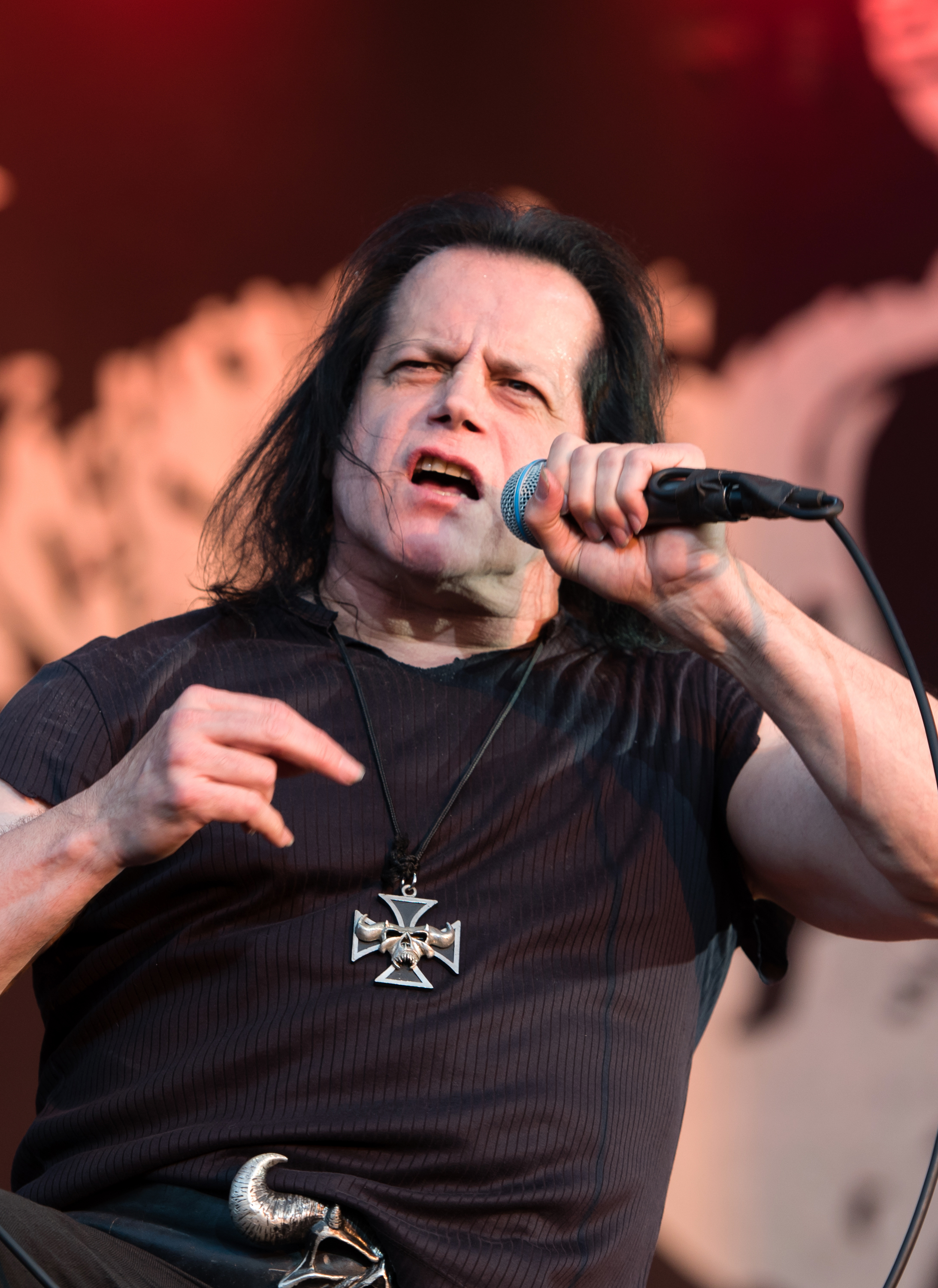
グレン・ダンジグ(Vo) 2018年
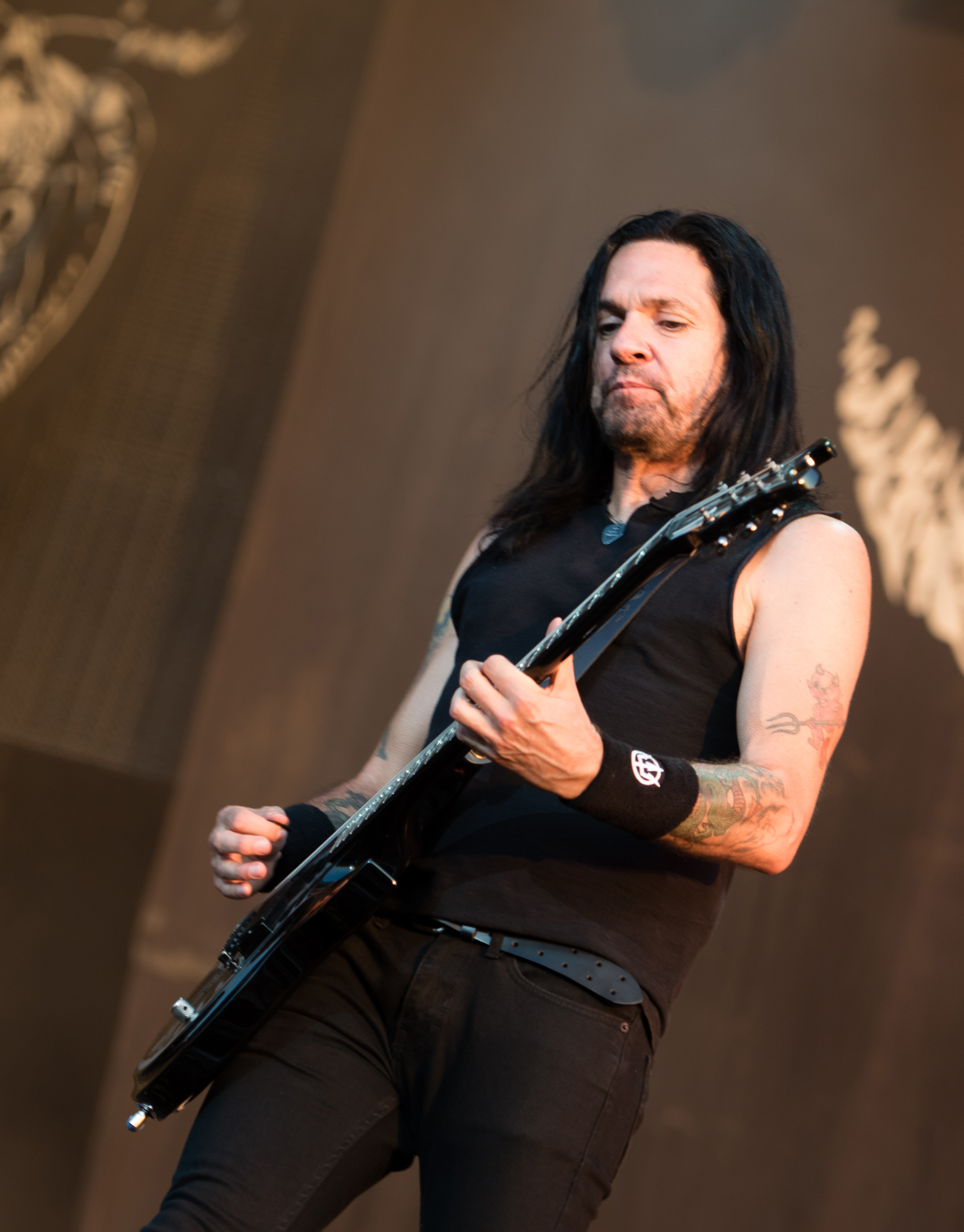
トミー・ビクター(G) 2018年
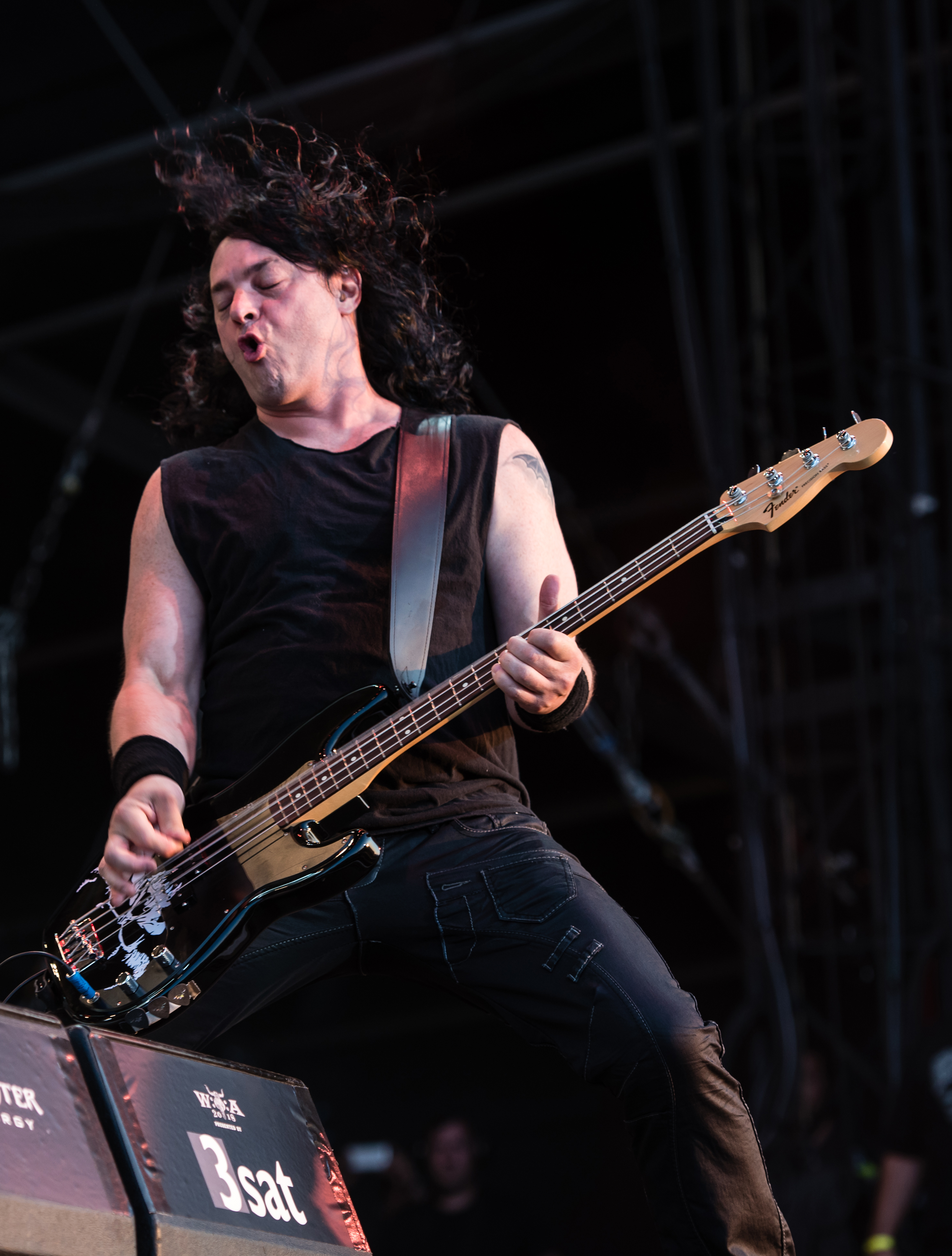
スティーヴ・ズィング(B) 2018年
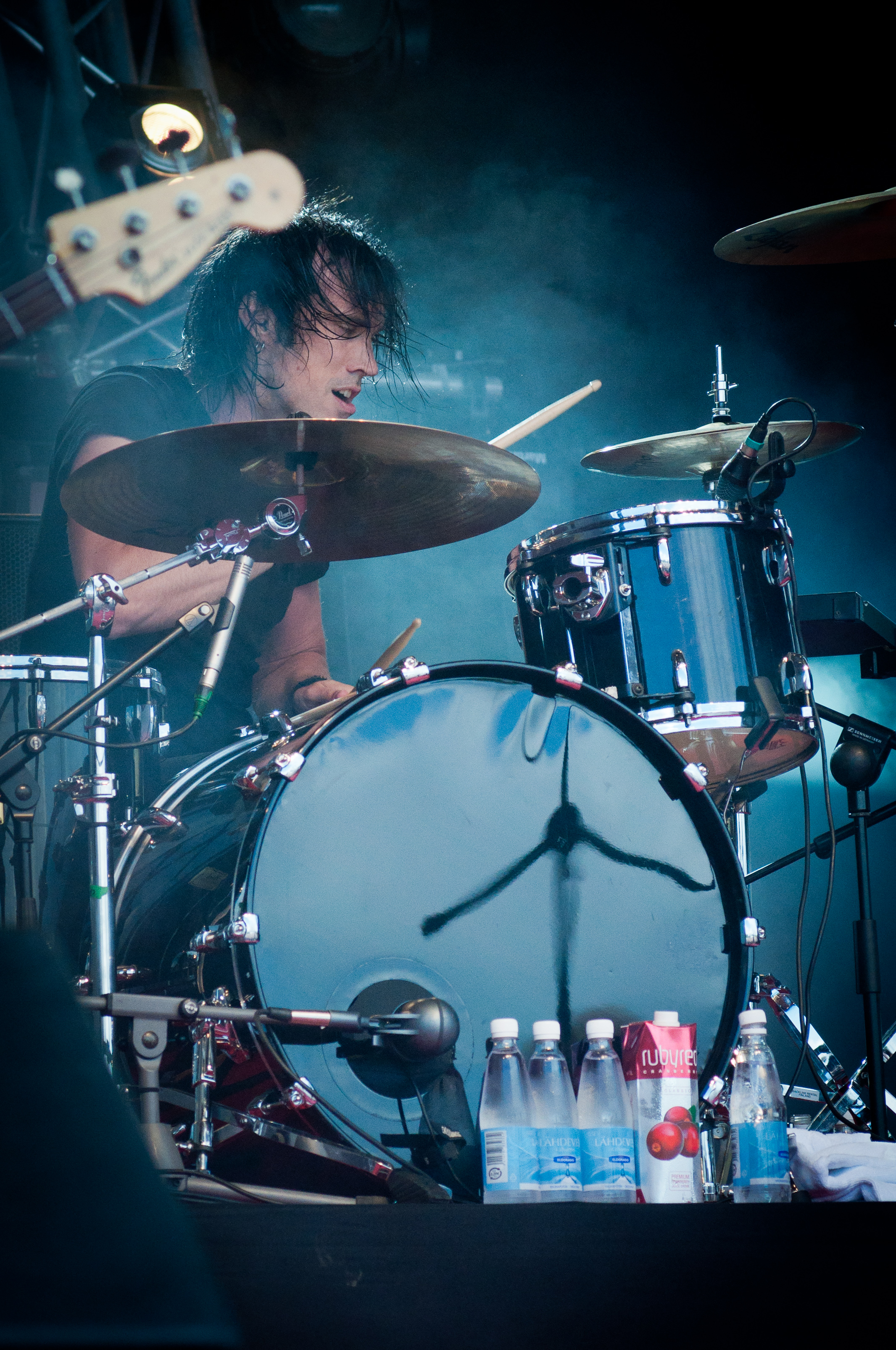
カール・ロスクヴィスト(Ds) 2011年

#### 旧メンバー
- ジョン・クライスト (John Christ) - ギター (1987–1995)
- イエリー・フォン (Eerie Von) - ベース (1987–1995)
- チャック・ビスキッツ (Chuck Biscuits) - ドラムス (1987–1994)
- ジョーイ・カスティロ (Joey Castillo) - ドラムス (1994–2002)
- マーク・シャッシー (Mark Chaussee) - ギター (1996)
- ジョシュ・レズニック (Josh "Lazie" Resnik) - ベース (1996–1997, 1998–2000)
- デイヴ・クシュナー (Dave Kushner) - ギター (1997)
- ロブ・ニコルソン (Rob "Blasko" Nicholson) - ベース (1997–1998)
- ジェフ・チェンバーズ (Jeff Chambers ) - ギター (1998–1999)
- トッド・ユース (Todd Youth) - ギター (1999–2003, 2007–2008)
- ハウイー・パイロ (Howie Pyro) - ベース (2000–2003)
- チャーリー・ジョンソン (Charlee "X" Johnson) - ドラムス (2002)
- ジョニー・ケリー (Johnny Kelly) - ドラムス (2002–2003, 2005–2021)
- ビーヴァン・デイヴィス (Bevan Davies) - ドラムス (2003–2005)
- ジェリー・モンターノ (Jerry Montano) - ベース (2003–2006)
- ジョー・フラウロブ (Joe Fraulob) - ギター (2005–2006)
- ケニー・ヒッキー (Kenny Hickey) - ギター (2006–2007)

## ディスコグラフィ

### ソロ
スタジオアルバム
- Black Aria（1992年）
- Black Aria II（2006年）

### ダンジグ
スタジオアルバム
- Danzig（1988年）
- Danzig II: Lucifuge（1990年）
- Danzig III: How The Gods Kill（1992年）
- Danzig 4（1994年）
- Danzig 5: Blackacidevil（1996年）
- Danzig 6:66: Satan's Child（1999年）
- Danzig 777: I Luciferi（2002年）
- Circle of Snakes（2004年）
- Death Red Sabaoth（2010年）
- Skeletons (2015年)
- Black Laden Crown (2017年)
- Danzig Sings Elvis (2020年)

ライブアルバム
- Live on the Black Hand Side（2001年）

### ミスフィッツ
スタジオアルバム
- Walk Among Us（1982年）
- Earth A.D.（1983年）
- Static Age（1996年）- お蔵入りしていた1978年の未発表作品。完全版としてボックスセット『The Misfits』（1996年）に収録

### サムヘイン
スタジオアルバム
- Initium（1984年）
- Unholy Passion EP（1985年）
- Samhain III: November-Coming-Fire（1986年）
- Final Descent（1990年）